# Billy Gilbert (1894-1971)
Pour les articles homonymes, voir Billy, Gilbert et Billy Gilbert.
Billy Gilbert est un acteur américain, né le 12 septembre 1894 à Louisville (Kentucky) et mort le 23 septembre 1971 à Hollywood (Californie).
Il a joué dans de nombreux films de Laurel et Hardy. Il a aussi interprété le maréchal Herring dans Le Dictateur de Charlie Chaplin.

## Biographie
Billy Gilbert naît le 12 septembre 1894 à Louisville dans le Kentucky, sous le nom d'état civil de William Gilbert Barron.

## Filmographie

### Années 1920 - 1930

#### 1929 et 1930
- 1929 : Voisins ennemis (Noisy Neighbors) de Charles Reisner
- 1929 : The Woman from Hell
- 1930 : The Happy Hottentots (Hottentots) : directeur de scène
- 1930 : The Doctor's Wife

#### 1931
- 1931 : First Aid
- 1931 : The Panic Is On
- 1931 : Catch as Catch Can : l'arbitre
- 1931 : The Pajama Party : le majordome
- 1931 : Shiver My Timbers (en) de Robert F. McGowan : le capitaine du bateau
- 1931 : Quartier chinois (Chinatown After Dark) de Stuart Paton : Horatio Dooley
- 1931 : Laurel et Hardy campeurs (One Good Turn) de James W. Horne : l'ivrogne
- 1931 : A Melon-Drama
- 1931 : Dogs Is Dogs (en) de Robert F. McGowan : Mr Brown
- 1931 : The Hasty Marriage : le passager affolé du véhicule
- 1931 : On the Loose de Hal Roach

#### 1932
- 1932 : The Tabasco Kid : M. Jones, un fermier
- 1932 : Seal Skins : (non crédité)
- 1932 : Free Eats (en) de Ray McCarey : le chef de la famille des voleurs
- 1932 : Never the Twins Shall Meet : M. Clark
- 1932 : The Nickel Nurser : le majordome de Todd
- 1932 : Red Noses : le client de Tailor
- 1932 : Spanky : le père de Spanky
- 1932 : You're Telling Me : M. Morgan, le père d'Eddie
- 1932 : Livreurs, sachez livrer ! (The Music Box) : Pr von Schwarzenhoffen
- 1932 : In Walked Charley : le docteur
- 1932 : Strictly Unreliable : l'acteur
- 1932 : Prenez garde au lion (The Chimp) : le propriétaire terrien
- 1932 : First in War
- 1932 : La Maison de tout repos (County Hospital) : le médecin
- 1932 : Folies olympiques (Million Dollar Legs) d'Edward F. Cline : le secrétaire d'État à l'Intérieur
- 1932 : Skyscraper Souls d'Edgar Selwyn : le second agent poinçonneur
- 1932 : The Hollywood Handicap
- 1932 : What Price Taxi
- 1932 : La Reine des girls (Blondie of the Follies) : l’ami de Kinskey
- 1932 : Young Ironsides : le passager efféminé du train
- 1932 : Les Sans-soucis (Pack Up Your Troubles) : M. Hathaway
- 1932 : Strange Innertube : Billy
- 1932 : Hot Spot
- 1932 : Laurel et Hardy bonnes d'enfants (Their First Mistake) : le serveur
- 1932 : Taxi for Two : Billy Gilbert
- 1932 : Sneak Easily : le procureur
- 1932 : Marchands de poisson (Towed in a Hole) : Joe

#### 1933
- 1933 : Bring 'Em Back a Wife : Billy Gilbert
- 1933 : Asleep in the Feet : M. Gilbert, le propriétaire de la salle de danse
- 1933 : Fallen Arches : M. Gilbert
- 1933 : Wreckety Wrecks
- 1933 : Maids a la Mode
- 1933 : Forgotten Babies : le speaker sur la radio NIX / le docteur Nemo
- 1933 : Taxi Barons
- 1933 : The Bargain of the Century : le capitaine du bateau
- 1933 : Call Her Sausage
- 1933 : One Track Minds
- 1933 : The Girl in 419 : le malade qui éternue
- 1933 : The Rummy
- 1933 : Thundering Taxis : Billy
- 1933 : Made on Broadway : le commissaire Allesandro
- 1933 : The Big Fibber
- 1933 : La Loi de Lynch : le gérant de la boîte de nuit
- 1933 : Rhapsody in Brew
- 1933 : Luncheon at Twelve : le père de Betty
- 1933 : Les Compagnons de la nouba (Sons of the Desert) : M. Ruttledge (voix)

#### 1934
- 1934 : Eight Girls in a Boat : le père de Pickle
- 1934 : The Cracked Iceman
- 1934 : Next Week-end
- 1934 : The Caretaker's Daughter
- 1934 : Soup and Fish
- 1934 : Apples to You! : Pinsky
- 1934 : Mrs. Barnacle Bill
- 1934 : Roamin' Vandals
- 1934 : Maid in Hollywood : l'homme éternuant
- 1934 : Movie Daze : M. Schmaltz
- 1934 : Music in Your Hair : Meyer Schmaltz
- 1934 : Get Along Little Hubby : Pr DeSoto
- 1934 : Another Wild Idea : (voix)
- 1934 : Cockeyed Cavaliers : l'aubergiste
- 1934 : Les Joyeux Compères (Them Thar Hills) : le docteur
- 1934 : Tripping Through the Tropics : Fritz, le père de Jack
- 1934 : Peck's Bad Boy
- 1934 : Happy Landing
- 1934 : Men in Black : le patient dangereux
- 1934 : Washee Ironee : (voix)
- 1934 : The Merry Widow : le gros valet
- 1934 : Nifty Nurses : Dr Hofbrau
- 1934 : Le Témoin imprévu : Barney, le cafetier

#### 1935
- 1935 : His Old Flame
- 1935 : His Bridal Sweet : Lesh
- 1935 : Hail, Brother
- 1935 : Paris in Spring : le premier chef
- 1935 : La Femme au masque (Escapade) de Robert Z. Leonard : le chanteur
- 1935 : Les Mains d'Orlac (Mad Love) de Karl Freund : l'homme dans le train avec un chien
- 1935 : Pardon My Scotch (en) de Del Lord : M. Lous Balero Cantino
- 1935 : Boucles d'or (film, 1935) (Curly Top) : le cuisinier
- 1935 : Here Comes the Band : l'homme éternuant
- 1935 : Just Another Murder
- 1935 : Nurse to You
- 1935 : Hi, Gaucho! : Rosa, le contremaître
- 1935 : Une nuit à l'opéra (A Night at the Opera) : le passager qui demande à Fiorello de ne pas jouer au piano
- 1935 : Griseries (I Dream Too Much) : le cuisinier au café
- 1935 : Millions in the Air : Nikolas Popadopolis

#### 1936
- 1936 : Dangerous Waters : Carlos
- 1936 : The Brain Busters : Billy
- 1936 : L'Or maudit (Sutter's Gold) de James Cruze : le général Ramos
- 1936 : L'Homme nu (Love on a Bet) de Leigh Jason : le policier
- 1936 : Le Rêve de sa vie (Give Us This Night) : le chef de la claque
- 1936 : Le Premier Né (The First Baby)
- 1936 : F-Man
- 1936 : One Rainy Afternoon, de Rowland V. Lee
- 1936 : Three of a Kind : le tailleur
- 1936 : Vingt-cinq Ans de fiançailles (Early to Bed), de Norman Z. McLeod : Burger
- 1936 : Parole : Salvatore Arriolo
- 1936 : Les Poupées du diable (The Devil-Doll) : le majordome
- 1936 : Carolyn veut divorcer (The Bride Walks Out) : M. Donovan, collectionneur de meubles
- 1936 : Pauvre petite fille riche (Poor Little Rich Girl) : le garçon de café
- 1936 : Grand Jury : Otto, le concierge
- 1936 : Ma femme américaine (en) (My American Wife) de Harold Young : le chef-cuisinier français
- 1936 : Pepper : un homme au sandwich
- 1936 : Kelly the Second : le négociant en fourrures
- 1936 : Who's Looney Now : Dr von Blatt
- 1936 : So and Sew : Rudolpho
- 1936 : Violets in Spring : Pr Wiesenfader
- 1936 : Bulldog Edition : George Poppupoppalas
- 1936 : The Big Game de George Nichols Jr. et Edward Killy : Fisher
- 1936 : Loufoque et Cie (Love on the Run) : le cafetier
- 1936 : Night Waitress : Torre

#### 1937
- 1937 : We're on the Jury : M. Ephraïm Allen
- 1937 : Le Cœur en fête (When You're in Love) : José le barman
- 1937 : Sur l'avenue (On the Avenue) de Roy Del Ruth : Joe Papalopoulos
- 1937 : Les Démons de la mer (Sea Devils) de Benjamin Stoloff : le policier Billy
- 1937 : Espionnage de Kurt Neumann : Turk
- 1937 : Crime en haute mer (China Passage) : le barman
- 1937 : Le Chant du printemps (Maytime) : l'homme ivre
- 1937 : Un homme qui se retrouve : Fat hobo
- 1937 : La Ville de l'or (The Outcasts of Poker Flat) : Charley, le barman
- 1937 : Captains Courageous : le steward Soda
- 1937 : Swing Fever : Dr Van Loon
- 1937 : L'Or et la Chair (The Toast of New York) : le photographe portraitiste
- 1937 : Le Règne de la joie (Broadway Melody of 1938) : George Papaloopas, le barbier
- 1937 : L'Espionne de Castille (The Firefly) : l'aubergiste
- 1937 : The Life of the Party (en) de William A. Seiter : Dr Molnac
- 1937 : Deanna et ses boys (One hundred men and a girl) : le garagiste
- 1937 : Musique pour madame : Krause
- 1937 : La Vie, l'Art et l'Amour (Live, Love and Learn) : le vendeur de journaux
- 1937 : Fight for Your Lady : Boris, le reporter
- 1937 : Blanche-Neige et les Sept Nains (Snow White and the Seven Dwarfs) : Sneezy (voix)
- 1937 : Rosalie : Oloff (le premier agent d’aéroport)
- 1937 : She's Got Everything : Chaffee, un créancier

#### 1938
- 1938 : Happy Landing : le serveur
- 1938 : Maid's Night Out : M. Papalapoulas
- 1938 : Quelle joie de vivre (Joy of living) : le propriétaire du café
- 1938 : Army Girl : Cantina Pete
- 1938 : Têtes de pioche (Block-Heads) : M. Gilbert
- 1938 : My Lucky Star : Nick
- 1938 : Sérénade sur la glace (Breaking the Ice) d'Edward F. Cline : Mr Small
- 1938 : Mr. Doodle Kicks Off (en) de Leslie Goodwins : Pr Minorous
- 1938 : Circus Kid : M. Boggs
- 1938 : Once Over Lightly : Pr Dimitrius Kapouris
- 1938 : La P'tite d'en bas (The Girl Downstairs) de Norman Taurog : le garagiste

#### 1939
- 1939 : Forged Passport : Nick Mendoza
- 1939 : Million Dollar Legs : Dick Schultz
- 1939 : The Star Maker : l'ouvrier sidérurgiste
- 1939 : Les Petites Pestes (The Under-Pup) de Richard Wallace : Tolio
- 1939 : Rio : Manuelo
- 1939 : Femme ou Démon (Destry Rides Again) : Loupgerou, premier barman

### Années 1940
- 1940 : La Dame du vendredi (His Girl Friday) d'Howard Hawks : Joe Pettibone
- 1940 : Sandy Is a Lady : Billy Pepino
- 1940 : Women in War : Pierre, le cordonnier
- 1940 : Safari : Mondehare
- 1940 : Les Bas-fonds de Chicago (Queen of the Mob) de James Patrick Hogan : M. Reier
- 1940 : Cross-Country Romance : Orestes (propriétaire du garde-manger de la tante)
- 1940 : Scatterbrain : Hoffman
- 1940 : Double chance (Lucky Partners) : Charles, Waiter
- 1940 : Sing, Dance, Plenty Hot : Hector
- 1940 : Vive le bonheur ! d'Andrew Marton : Tony
- 1940 : Boire et Déboires : le maître de cérémonie
- 1940 : Le Dictateur (The Great Dictator) : le maréchal Herring
- 1940 : La Maison des sept péchés (Seven Sinners) : Tony
- 1940 : Adieu Broadway (Tin Pan Alley) de Walter Lang : le cheikh d'Arabie
- 1940 : A Night at Earl Carroll's
- 1940 : No, No, Nanette : Styles
- 1941 : Model Wife : Dominic
- 1941 : Le Tombeur du Michigan (Reaching for the Sun) de William A. Wellman : Amos
- 1941 : Une nuit à Lisbonne (One Night in Lisbon) de Edward H. Griffith : Popopopoulos
- 1941 : Angels with Broken Wings (en) de Bernard Vorhaus : Billy Wilson
- 1941 : New Wine : Poldi
- 1941 : Week-end à la Havane (Week-end in Havana) : Arbolado
- 1942 : Filles des îles (Song of the Islands) : le père de Palola
- 1942 : La Vallée du soleil : Homer Burnaby, juge de paix
- 1942 : Mr. Wise Guy : Knobby
- 1942 : Sleepytime Gal : Popodopolis
- 1942 : Les Mille et Une Nuits (Arabian Nights) : Ahmad
- 1943 : Shantytown : « Papa » Ferrelli
- 1943 : Shot in the Escape : Alexsos
- 1943 : Always a Bridesmaid : Nick
- 1943 : Symphonie loufoque d'Edward F. Cline : Sid Drake
- 1944 : Crazy Like a Fox : Cabbie
- 1944 : Three of a Kind : Billy Guilbert
- 1944 : Wedded Bliss
- 1944 : Ever Since Venus : le petit Lewis
- 1944 : Trois c'est une famille
- 1944 : Crazy Knights : Billy
- 1945 : Trouble Chasers : Billy Gilbert
- 1945 : Escale à Hollywood (Anchors Aweigh) : le directeur du café
- 1947 : Coquin de printemps (Fun and Fancy Free) : Willie le Géant (voix)
- 1947 : Mickey et le Haricot magique (Mickey and the Beanstalk) : Willie le Géant
- 1948 : Le Brigand amoureux (The Kissing Bandit), de László Benedek : le général Felipe Toro
- 1949 : La Vengeance des Borgia (Bride of Vengeance) : Beppo

### Années 1950 et 1960
- 1953 : Down Among the Sheltering Palms d'Edmund Goulding : le roi Jilouili
- 1955 : Andy's Gang (série TV) : le professeur (voix)
- 1962 : Paradise Alley : Julius Wilson
- 1962 : Cinq semaines en ballon (Five Weeks in a Balloon) d'Irwin Allen : le sultan / le commissaire-priseur
- 1966 : Tiens bon la rampe, Jerry (Way... Way Out) : le Premier ministre Roskov